# Torneo WTA de Kuala Lumpur 2016
El  BMW Malaysian Open 2016 fue un torneo de tenis femenino que se jugó en canchas duras al aire libre. Fue la 7ª edición del BMW Malaysian Open y fue un torneo internacional en el WTA Tour 2016. El torneo se llevó a cabo del 29 de febrero al 6 de marzo en el Kuala Lumpur Golf & Country Club.

## Cabezas de serie

### Individuales femeninos
| Tenista          | Ranking | Preclasificada |
| Roberta Vinci    | 11      | 1              |
| Elina Svitolina  | 18      | 2              |
| Sabine Lisicki   | 31      | 3              |
| Annika Beck      | 40      | 4              |
| Nao Hibino       | 60      | 5              |
| Eugenie Bouchard | 61      | 6              |
| Hsieh Su-wei     | 65      | 7              |
| Zheng Saisai     | 72      | 8              |

- Ranking del 22 de febrero de 2016

### Dobles femeninos
| Tenista                           | Ranking | Preclasificada |
| Liang Chen Wang Yafan             | 87      | 1              |
| Darija Jurak Nicole Melichar      | 113     | 2              |
| Chan Chin-wei Barbora Krejčíková  | 143     | 3              |
| Marina Melnikova Alexandra Panova | 151     | 4              |

## Campeonas

### Individuales femeninos
Elina Svitolina venció a  Eugénie Bouchard por 6-7(5), 6-4, 7-5

### Dobles femenino
Varatchaya Wongteanchai /  Yang Zhaoxuan vencieron a  Chen Liang /  Yafan Wang por 4-6, 6-4, [10-7]